# Monumento a Niccolò Tartaglia
Il monumento a Niccolò Tartaglia è un'opera sculturea dedicata all'omonimo matematico, eretta nel 1918 e situata in piazza di Santa Maria Calchera a Brescia.

## Storia
All'indomani dell'inaugurazione del monumento al Moretto, avvenuta nel 1898, le autorità comunali proposero l'erezione di un nuovo monumento cittadino: finanziato anch'esso con il lascito testamentario dell'artista Giovanni Battista Gigola, avrebbe dovuto commemorare la figura di un eminente bresciano, con le principali candidature proposte o del Romanino o del poeta Cesare Arici.
In ogni caso, a seguito di discussioni e confronti nel corso dei vari consigli amministrativi, si optò invece per rappresentare il settore delle scienze, sebbene non fosse ancora emerso chiaramente il nome del Tartaglia; la decisione definitiva infatti venne presa durante le feste per il centenario dell'ateneo di Brescia, nel 1901. Nel settembre del medesimo anno fu dunque pubblicato ufficialmente il bando per la presentazione dei bozzetti, i quali, mostrati per l'appunto in occasione della festa dell'ateneo, non furono tuttavia ritenuti idonei al fine di commemorare la figura del matematico. Si procedette dunque selezionando i tre migliori bozzetti che, su parere della commissione preposta, avrebbero meglio rappresentato il Tartaglia. Negli anni immediatamente successivi, nondimeno, gli sforzi economici dell'ateneo si concentrarono nel commemorare altre eminenti figure bresciane, decedute nel corso di quel periodo: nel 1903 era infatti morto il politico Giuseppe Zanardelli, al quale fu eretto un omonimo monumento, mentre nel 1909 fu preposta l'erezione di un monumento celebrativo all'architetto Antonio Tagliaferri, morto anch'egli nello stesso anno.
Si riprese a parlare del monumento al Tartaglia solo nel corso del 1910, quando, su delibera del presidente dell'ateneo Ugo Da Como, si operò una selezione tra i tre progetti candidati qualche anno prima: uno dei suddetti artisti era infatti morto, mentre la medesima giuria, tra i due bozzetti e candidati rimasti, supportò la figura dell'artista Luigi Contratti, concittadino bresciano e ritenuto il più abile nel raffigurare opportunamente la figura del Tartaglia. L'intenzione della municipalità era inizialmente quella di inaugurare il monumento nel 1912, centenario del sacco di Brescia nel quale lo stesso Tartaglia fu coinvolto; ciononostante alcuni aspetti ritardarono di molto il tutto: la piazzetta di santa Maria Calchera, infatti, era allora occupata da un orto privato, cosa che per l'appunto allungò di molto le vicende burocratiche ed amministrative del caso.
Verso la fine del 1916 Luigi Contratti aveva già terminato il bozzetto definitivo dell'opera, tanto da chiedere alle autorità comunali il collaudo dell'opera nella già citata piazzetta. A seguito di alcuni aspetti ancora da ultimarsi, tuttavia, il tutto fu rimandato al 1917 e poi effettuato con la presenza del presidente d'ateneo e tutte le autorità comunali del caso. L'inaugurazione dell'opera avvenne poi il 10 novembre 1918.

## Restauro (2025)

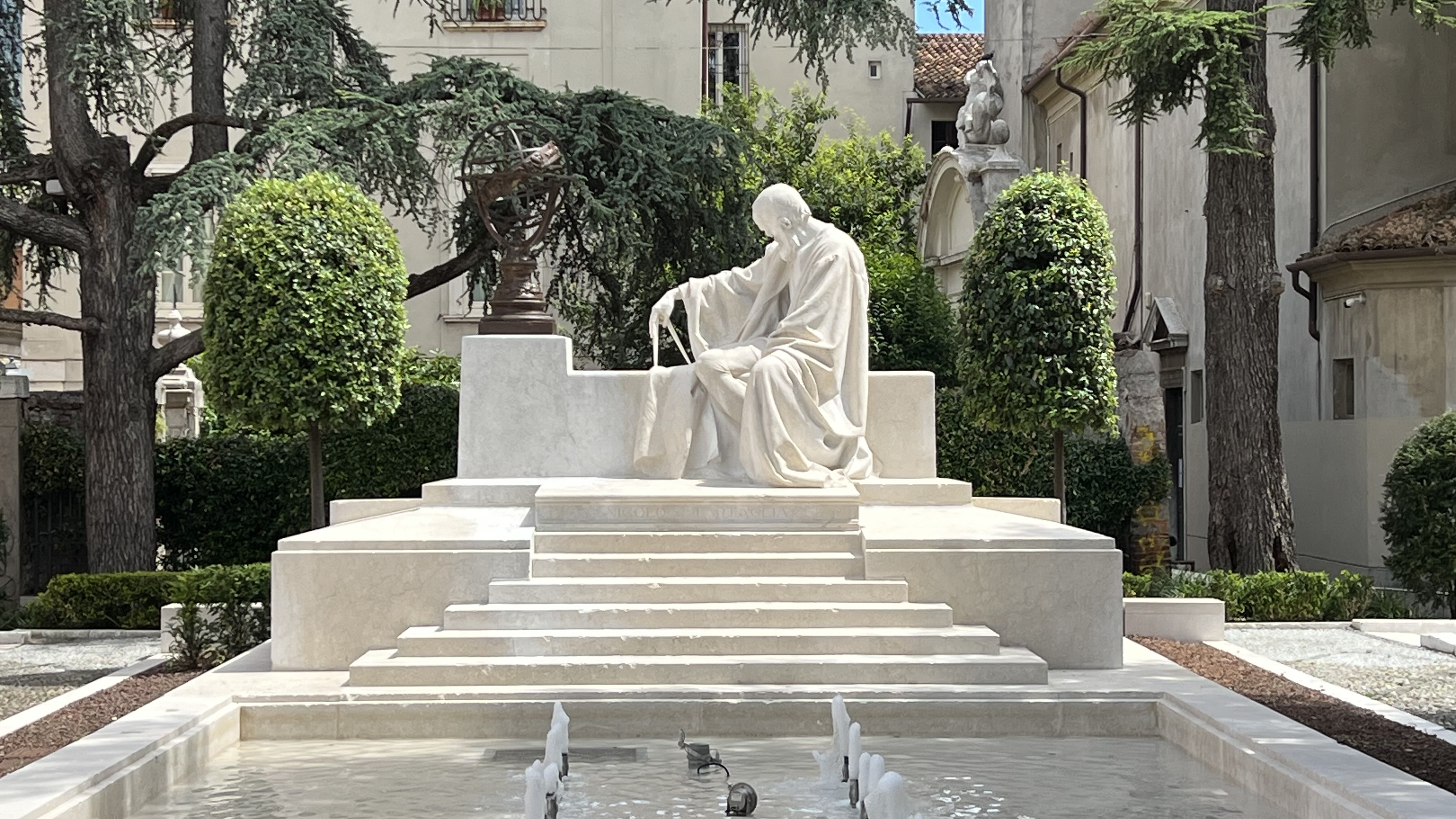
Statua nel dettaglio
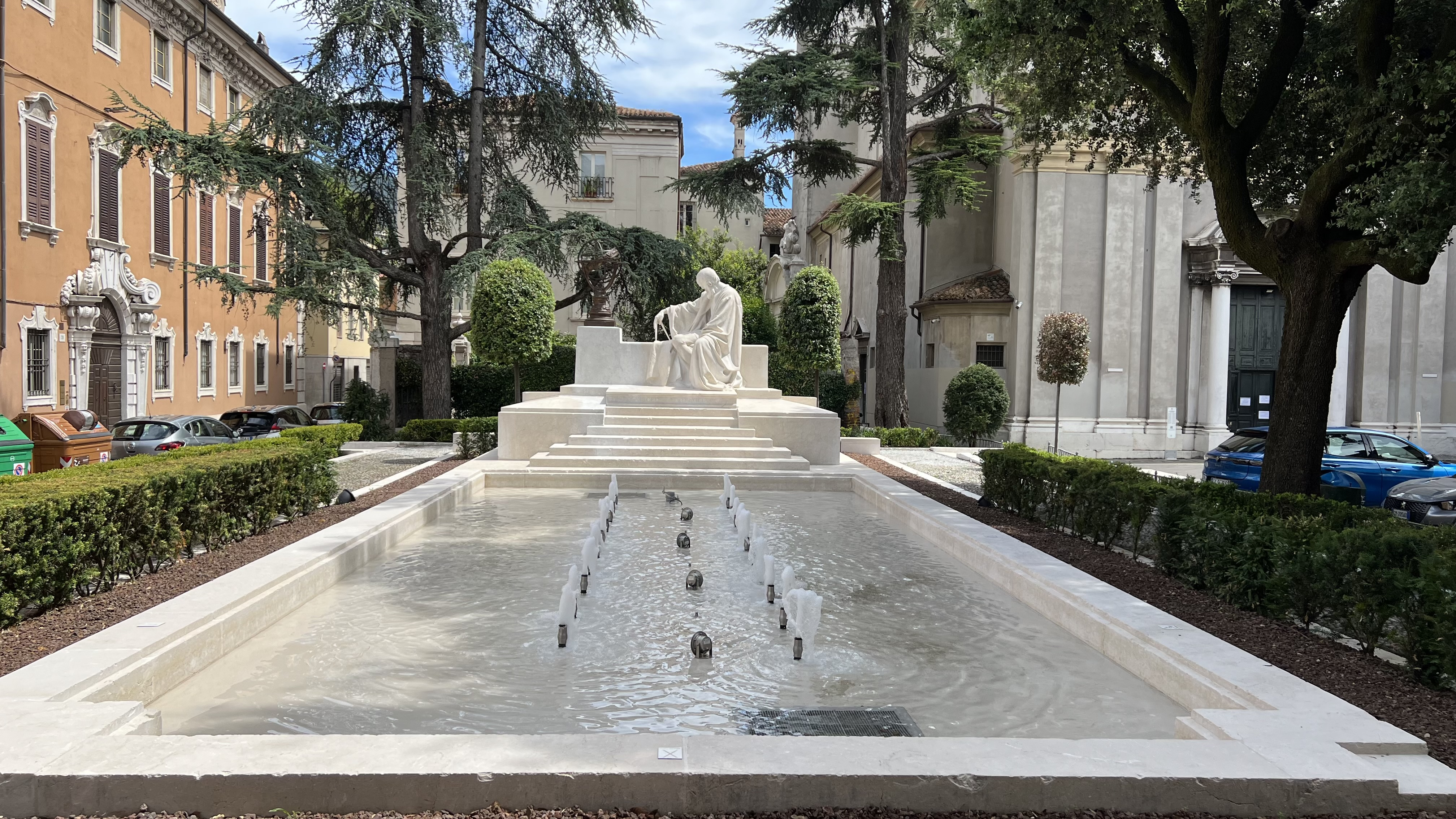
Vista Completa
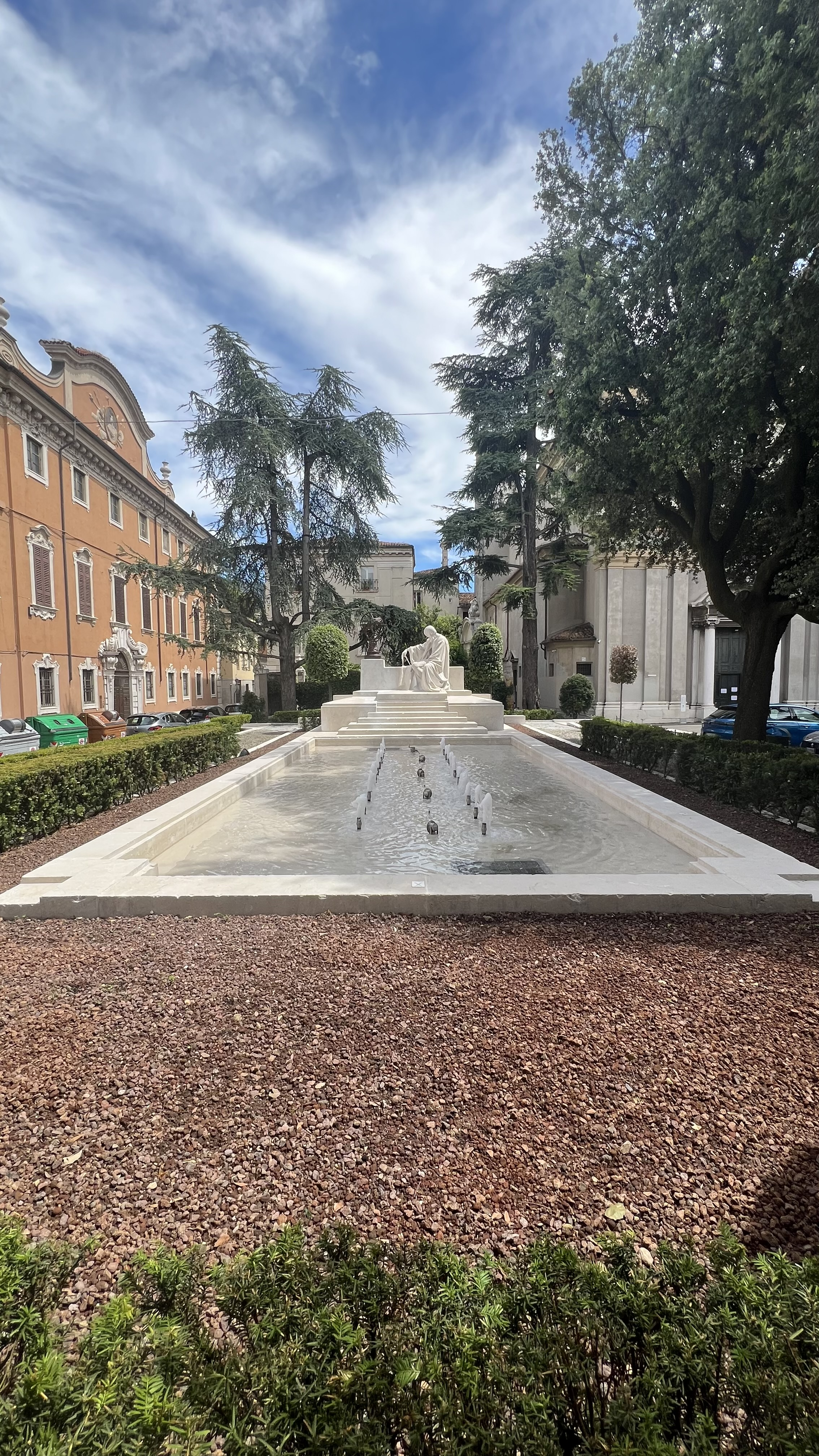
Vista verticale

Nel 2025 il monumento a Niccolò Tartaglia è stato sottoposto a un intervento di restauro nell'ambito di un progetto comunale che ha interessato quattro fontane monumentali del centro storico di Brescia.  
L’intervento ha previsto:
- la pulizia approfondita delle superfici marmoree, con rimozione di depositi atmosferici e colonie biologiche;
- il restauro e la ricostruzione della mano destra e del compasso, realizzati ex novo sulla base di calchi e documentazione fotografica storica;
- il recupero e la ricollocazione del globo astronomico in bronzo;
- il rifacimento dell’impianto idraulico e l’installazione di un sistema di illuminazione a LED per la valorizzazione notturna dell’opera.

Al termine dei lavori, il monumento è tornato a presentarsi nella sua completezza formale e simbolica, con particolare attenzione alla fedeltà storica delle parti ricostruite.

## Descrizione

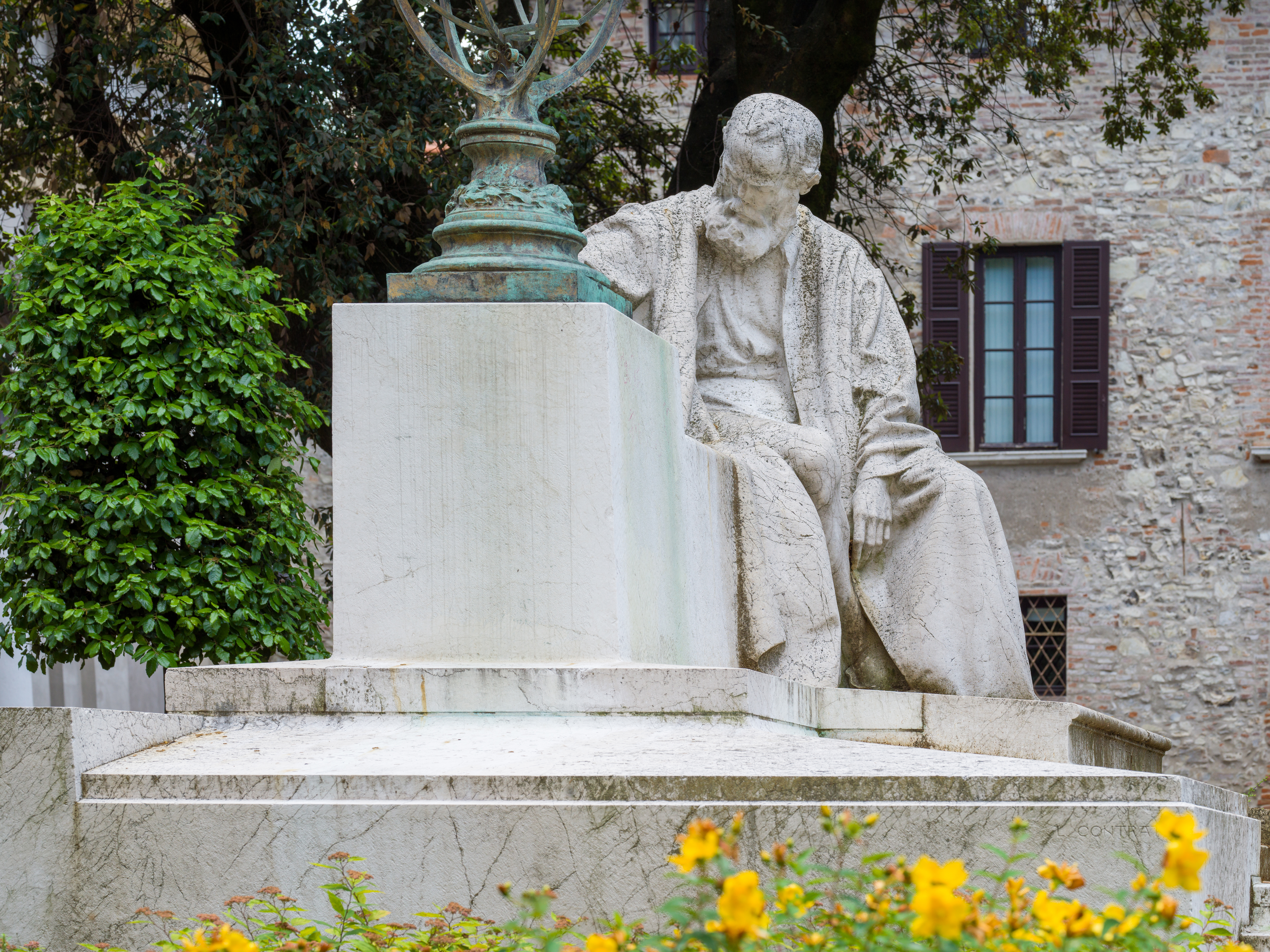
Un dettaglio del monumento
Uno scorcio del monumento con l'adiacente palazzo Bruni Conter

Il monumento consta di un basamento composto da una scalinata marmorea, sopra la quale si erge la figura del Tartaglia, assorto nelle proprie riflessioni e intento nel sorreggere un compasso con la mano destra: secondo l'iconografia, egli starebbe tracciando un cerchio per poi determinare il volume di un tetraedro, il cui valore è noto sugli spigoli. Il matematico, poi, è raffigurato con le fattezze di Euclide, sebbene comunque sia ben distinguibile ed inequivocabile l'identità stessa del matematico bresciano. Il Contratti, per realizzare l'opera, optò per l'utilizzo del marmo di Botticino, adatto ad evitare qualunque policromia di materiali e anche perché « [...] la scultura deve apparire sempre un'idea tratta da masso».
Dopo il restauro del 2025, il monumento ha recuperato la mano e il compasso originari, il globo astronomico, e gode di un’illuminazione notturna dedicata, che ne evidenzia i dettagli scultorei e la posizione nella piazza.